# Drame dans un miroir (film)
Pour les articles homonymes, voir Drame dans un miroir.
Pour plus de détails, voir Fiche technique et Distribution.
Drame dans un miroir (Crack in the Mirror) est un film de procès américain réalisé par Richard Fleischer et sorti en 1960.

## Synopsis
Maître Henri Lamorcière juge Éponine Mercadier, inculpée pour avoir tué son vieil amant Émile Hagolin avec la complicité de Robert Larnier, le jeune et nouvel élu de son cœur. Durant le procès, Lamorcière découvre que sa femme, l’élégante Florence, prémédite de l’assassiner avec l’aide de son amant Claude Lancastre, son propre assistant…

## Thèmes et contexte
Gréco endosse un double rôle : celui de l’indigente « Éponine Mercadier » (sic) et celui d’une femme fortunée et chic, Florence, deux criminelles en puissance. Double rôle également pour Orson Welles en brute avinée et en austère Maître Lamorcière. Les jeunes et séduisants amants complices, le pauvre Robert Larnier et le riche Claude Lancastre, sont aussi incarnés par le même acteur, Bradford Dillman. Zanuck se serait-il laissé convaincre par Gréco (voir section « Autour du film »), que l’on savait admirative de Silvia Monfort, saluée l’année précédente pour sa prestation dans le rôle d’Éponine Thénardier au cinéma, afin de lui laisser démontrer l’étendu de ses talents en interprétant tout aussi bien une misérable criminelle qu’une femme froidement calculatrice de la haute ? (Toutes deux étant néanmoins habillées par Hubert de Givenchy).

### Point de vue de la critique[2]
- Michel Grisolia et Françoise Mallet-Joris : « Zanuck, qui tient Juliette par un contrat, lui redonne Orson Welles[3] pour partenaire dans une histoire sordide. Et double. Drame dans un miroir, où Juliette est à la fois une femme du monde et une pauvresse. Le film ne convaincra personne. »

## Fiche technique
- Titre : Drame dans un miroir
- Titre d’origine : Crack in the Mirror
- Réalisation : Richard Fleischer
- Scénario : Darryl F. Zanuck d’après le roman de Marcel Haedrich, Drame dans un miroir (Éditions Denoël, 1958)
- Musique : Maurice Jarre
- Direction de la photographie : William C. Mellor
- Son : Jacques Carrère
- Assistant-réalisation : Paul Feyder
- Décors : Jean d'Eaubonne
- Costumes : Hubert de Givenchy
- Montage : Roger Dwyre
- Scripte : Lucie Lichtig
- Pays de production :  États-Unis
- Année de tournage : 1959
- Langue de tournage : anglais
- Studios : Studios de Boulogne (Boulogne-Billancourt, Hauts-de-Seine)
- Producteur : Darryl F. Zanuck
- Société de production : Twentieth Century Fox (États-Unis)
- Distributeur d’origine : Twentieth Century Fox
- Format : noir et blanc — 2.35:1 CinemaScope — son monophonique (Westrex Recording System) — 35 mm
- Genre : drame criminel
- Durée : 96 minutes
- Dates de sortie : 
  - États-Unis : 19 mai 1960
  - France: 16 septembre 1960
- Affiche : Boris Grinsson (France)

## Distribution
- Orson Welles : Émile Hagolin / Maître Henri Lamorcière
- Juliette Gréco : Éponine Mercadier / Florence Lamorcière
- Bradford Dillman : Robert Larnier / Maître Claude Lancastre
- Alexander Knox : le président du tribunal
- Catherine Lacey : la mère supérieure
- Maurice Teynac : le médecin
- William Lucas : Kerstner
- Austin Willis : le juge Hurtelaut
- Cec Linder : Jules Murzeau
- Eugène Deckers : Magre
- Yves Brainville : le procureur
- Vivian Matalon : le jeune homme à la buvette
- Jacques Marin : le gardien du chantier
- Martine Alexis : la femme du médecin
- Jean-Pierre Zola : le commissaire
- Van Doude : le stagiaire
- Marc Doelnitz : un journaliste
- Kajio Pawlowski : un journaliste
- Colin Drake
- Sally Kirkland
- Dominique Zardi

## Autour du film
- Juliette Gréco[4] : « Zanuck prit la décision de faire un film à Paris, tiré d’un roman français, Drame dans un miroir, et écrit par un auteur français et ami de Jujube, Marcel Haedrich (pas par hasard), sans véritables risques car l’histoire était fort belle et admirablement écrite. Orson Welles, Bradford Dillman et Gréco tenaient chacun un double rôle sous la direction de Richard Fleischer. Pour la musique, Gréco présenta à DFZ son ami Maurice Jarre qui à cette époque travaillait pour le TNP avec Jean Vilar. Entourée de cette belle façon bien chaleureuse, Jujube se calma un peu. DFZ pas du tout. Il souffrait le martyre chaque fois que pour les besoins du film Bradford prenait Gréco dans ses bras. Elle vraiment pas. »